# Вальтер (герой средневековых романов)
Вальтер, герой средневековых романов  — герой средневековых западноевропейских романов разного содержания. Первую группу составляют рассказы о верной жене: они были очень популярны во всей западноевропейской литературе и образцом для них служила последняя новелла «Декамерона» Боккаччо, сперва в латинском переводе Петрарки, а потом в оригинале.
В славянские литературы повесть эта проникла, кажется, непосредственно из Италии. Раньше всего она появилась в чешской литературе, где известна по трем рукописям, носящим заглавие «Walterus a Grizeldis» и относящимся к 1459, 1472 и 1520 годам. С тех пор повесть сделалась необыкновенно популярной в Чехии и печатается даже еще в настоящее время. Сюжетом её служит история верной и послушной жены одного маркиза, дочери простого крестьянина; муж желает испытать её послушание и подвергает её ужасным нравственным мучениям: отнимает у неё детей, отсылает её к отцу, чтобы жениться на другой; но убедившись, что она во всем послушна его воле, воздает ей должные похвалы, возвращает детей и прежнее положение. В польской литературе известны два издания этого романа: в 1571 году под заглавием «Grizella» — переделка с немецкого языка, и стихотворное изложение повести, переделанное непосредственно из «Декамерона» Матвеем Глосковским в 1641 году.
Вторая группа романов, в которых Вальтер является героем, имеет следующий сюжет: рыцарь добывает себе невесту, дочь короля, но соперник его, королевич, преследует новобрачных и теряет вследствие этого жизнь. Роман был очень распространен в германских и скандинавских странах и оттуда, вероятно, перешел в Польшу. Именно польский роман о Вальтере или Вальгерже из Тынца сходен с романом «Waltharius».
На польской почве роман претерпел большие изменения: во-первых, он был локализирован, а во-вторых, к нему была приделана вторая часть совершенно другого происхождения. В этой польской повести, помещенной в хрониках Богухвала и Бельских, а также и в геральдическом труде Папроцкого, рассказывается, что Вальгерж Удалой (пол. Walgierz Wdały), с привезенной в Польшу женой Гелигундой, дочерью франкского короля, поселились в Тынце. В их замке был заключен в темницу сосед Вальтера, рыцарь Вислав. Во время отсутствия В. Гелигунда сошлась с Виславом и бежала с ним в его замок Вислицу; потом они общими силами взяли в плен В., пригвоздили к стене в своей столовой и на его глазах предавались взаимным ласкам. Вальтер, с помощью сестры Вислава, Ринги, освободился из оков, убил изменников, а сам женился на Ринге. Рассказ этот сходен даже в частностях с западноевропейскими романами о неверной жене Бризельде; но, по всей вероятности, он заимствован поляками не с запада, а с востока, а именно из России, на что особенно указывает неизвестное в Польше слово «Wdaly», служащее постоянным эпитетом В. и которое есть не что иное, как русское «удалой». В русской литературе роман о неверной жене до сих пор не найден, хотя сходные с ним сюжеты повторяются в былинах о Иване Годиновиче и о Михаиле Потыке. Такие же сюжеты мы находим во многих рассказах южных славян и в повести о Соломоне, хотя ни один из этих рассказов не мог служить непосредственным источником для предполагаемой русской редакции. Смешение двух сюжетов и имен произошло на польской почве вследствие следующих причин: в западноевропейских рукописях чаще всего за повестью о верной и послушной жене следовал рассказ о неверной жене; а так как в известных чешских редакциях неверная жена, по образцу верной, названа Бризельдой, то и её муж мог получить в некоторых рукописях имя Вальгера, Вальгерия или даже Вальтера.